# Срце на длану
Срце на длану (шп. Amor del bueno) перуанско-венецуеланска је теленовела, продукцијске куће Веневисион, снимана 2004.
У Србији је емитована 2010. на Фокс телевизији.

## Синопсис
Некад су најважније истине скривене дубоко у срцу, испод разних фасада, које угледају светлост дана тек кад се упозна права љубав. Главни ликови у овој савременој теленовели живе у лажи. То је лаж која их уверава да су срећни, свако на свој начин. Али живот ће се побринути за то да свако од њих, пре или касније, упозна истину. Моника има све што једна домаћица може пожелети: запосленог и брижног мужа, послушну децу и комфортну кућу. Но, дубоко у души, Моника схвата да јој недостаје нешто најбитније, и када упозна Бернарда, мораће предузети потребне кораке како би то променила.
Бернардо је зарадио титулу најистакнутијег новинара у земљи. Предан свом послу у потпуности је искључио могућност заљубљивања и заварава се мислећи да тако може живети. Све док Моника не уђе у његов живот. Сандра жели успети у свету маркетинга. Њен пут ће бити препун препрека, али на њему ће наћи и свог животног партнера - Елеазара. Елеазар је слободоуман мушкарац, плејбој и страствени коцкар. Талентован је и запослен у маркетингу, а дивљи живот промениће му се кад упозна праву животну љубав. Хавијер, Моникин муж је интелигентан и умишљен мушкарац који мисли да је бољи од свих других те да је изнад неких моралних и етичких закона. Иако воли своју жену, ужива у ванбрачној вези с Каролином.
Каролина је Моникина пријатељица и љубавница њеног мужа. Прорачуната и амбициозна, прелепа манекенка на свом путу ка професионалној декаденцији види у Хавијеру карту за бољу финансијску будућност. Кроз ову реалистичну причу, сви ликови биће повезани судбином с много других фигура које их употпуњују на њиховом путу. На крају, лаж и истина имаће коначан сукоб и сви ће сазнати хоће ли заистау наћи праву љубав, ону љубав која траје заувек.

## Улоге
| Глумац:             | Улога:          |
| ------------------- | --------------- |
| Кораима Торес       | Моника Лезама   |
| Рикардо Аламо       | Бернардо Велдез |
| Карл Хофман         | Хавијер Лезама  |
| Ана Карина Казанова | Сандра дел Ваље |
| Рикардо Бјанчи      | Елеазар Ромеро  |
| Анабел Риверо       | Каролина Морау  |
| Хуан Карлос Баена   | Леонардо        |
| Алехандро Мата      | Емилиано Валдез |
| Николас Монтеро     | Густаво Леон    |
| Денис Монтеро       | Микаела         |
| Ранди Пинанго       | Луис            |
| Алехандра Родригез  | Ана Лезама      |
| Маријам Валеро      | Маријана Вега   |
| Соња Виљамизар      | Карлота Суарез  |